# Cambio de piel (álbum de Bebe)
Cambio de piel es el cuarto álbum de la española Bebe. Lanzado en el 2015, por Warner Music Spain, con 12 canciones. En 16 de septiembre de 2016, salió a la venta la reedición de Cambio de piel, con contenidos extras.

## Lista de canciones
| Cambio de piel |                                                               |                                              |          |  |
| N.º            | Título                                                        | Letras                                       | Duración |  |
| 1.             | «Respirar»                                                    | Bebe                                         | 03:46    |  |
| 2.             | «Borrones»                                                    | Bebe                                         | 05:03    |  |
| 3.             | «La cuenta»                                                   | Bebe                                         | 04:49    |  |
| 4.             | «Que llueva»                                                  | Bebe                                         | 03:01    |  |
| 5.             | «Bala perdida»                                                | Bebe                                         | 03:31    |  |
| 6.             | «Tan lejos tan cerca»                                         | Bebe                                         | 05:59    |  |
| 7.             | «Animales hambrientos»                                        | Bebe                                         | 05:40    |  |
| 8.             | «Chica precavida»                                             | Bebe                                         | 04:34    |  |
| 9.             | «Ganamos»                                                     | Bebe                                         | 04:59    |  |
| 10.            | «Una canción»                                                 | Bebe                                         | 03:38    |  |
| 11.            | «Más que a mi vida»                                           | Bebe                                         | 04:03    |  |
| 12.            | «Todo lo que deseaba»                                         | Bebe                                         | 04:55    |  |
| 13.            | «La vida que no viví»                                         | Enrique Heredia "El Negrí", Bebe y El Langui | 03:56    |  |
| 14.            | «Vete» (con Los Amaya)                                        | Bebe y Los Amaya                             | 04:00    |  |
| 15.            | «César debe morir» (B.S.O. de "La guerra contra las mujeres") | Bebe                                         | 04:17    |  |
| 16.            | «Ganamos» (con Haze)                                          | Bebe                                         | 04:30    |  |
| 17.            | «Te vi»                                                       | Bebe                                         | 02:00    |  |
| 72:41          |                                                               |                                              |          |  |

El DVD incluye los videoclips de "Respirar", "Que llueva", "Ganamos" y "Todo lo que deseaba", además de una edición en vivo de "Respirar", "Que llueva", "Ganamos", "Chica Precavida" y "La Cuenta".

## Fechas de la gira
| Europa                  |                      |           |                              |
| 14 de noviembre de 2015 | Madrid               | España    | Teatro Circo Price           |
| 27 de noviembre de 2015 | Barcelona            | España    | Sala Barts                   |
| 9 de diciembre de 2015  | Sevilla              | España    | Teatro López de Vega         |
| 11 de diciembre de 2015 | Valladolid           | España    | Tetro Zorrilla               |
| 16 de enero de 2016     | Granada              | España    | Auditorio Manuel de Falla    |
| 30 de enero de 2016     | Gerona               | España    | Auditori Palau Congresos     |
| 25 de febrero de 2016   | Murcia               | España    | Teatro Circo                 |
| 18 de marzo de 2016     | San Juan Despí       | España    | Teatro Merce Rodoreda        |
| 20 de marzo de 2016     | Málaga               | España    | Teatro Cervantes             |
| 25 de marzo de 2016     | Santurce             | España    | Recinto Cultural Serantes    |
| 9 de abril de 2016      | Vitoria              | España    | Teatro Principal             |
| 15 de abril de 2016     | San Cugat del Vallés | España    | Auditori Sant Cugat          |
| 1 de mayo de 2016       | Ibiza                | España    | Las Dalias                   |
| 7 de mayo de 2016       | Ciudad de México     | México    | El Plaza Condesa             |
| 10 de mayo de 2016      | Córdoba              | Argentina | Quality Espacio              |
| 12 de mayo de 2016      | Buenos Aires         | Argentina | Opera Allianz                |
| 13 de mayo de 2016      | Montevideo           | Uruguay   | Teatro El Galpón             |
| 13 de mayo de 2016      | Santiago de Chile    | Chile     | Teatro Nescafé de las Artes  |
| 14 de mayo de 2016      | Santiago de Chile    | Chile     | Teatro Nescafé de las Artes  |
| 20 de mayo de 2016      | Bogotá               | Colombia  | Teatro Jorge Eliécer Gaitán  |
| 6 de junio de 2016      | Sofia                | Bulgaria  | Sala Mixtape                 |
| 12 de junio de 2016     | Plovdiv              | Bulgaria  | Summer Cinema Hall "Orpheus" |
| 16 de junio de 2016     | Varna                | Bulgaria  | Summer Threatre Festival     |
| 9 de julio de 2016      | Torre del Mar        | España    | Sala Mixtape                 |
| 15 de julio de 2016     | Chipiona             | España    | Festival Alrumbo             |

- Datos: Q21066846